# ان‌جی‌سی ۲۷۸۷
ان‌جی‌سی ۲۷۸۷ (انگلیسی: NGC 2787) یک کهکشان عدسی شکل میله‌ای است که تقریباً ۲۴ میلیون سال نوری از زمین فاصله دارد و در صورت فلکی دب اکبر قرار دارد. این کهکشان در ۳ دسامبر ۱۷۸۸ توسط ستاره شناس آلمانی الاصل ویلیام هرشل کشف شد. این کهکشان دارای اندازه زاویه‌ای ۲.۵ × ۱.۵ و قدر ظاهری بصری ۱۱.۸ است.